# نايجل بيرترامز
نايجل بيرترامز (بالهولندية: Nigel Bertrams) (8 يناير 1993 ببيست في هولندا - ) هو لاعب كرة قدم هولندي في مركز حراسة المرمى. شارك مع منتخب هولندا تحت 19 سنة لكرة القدم. أما مع النوادي، فقد لعب مع فيلم تو تيلبورغ ونادي آيندهوفن وJong PSV ‏.

## وصلات خارجية
- نايجل بيرترامز على موقع قاعدة بيانات كرة القدم.إي يو (الإنجليزية)
- نايجل بيرترامز على موقع Soccerway.com (الإنجليزية)
- نايجل بيرترامز على موقع عالم كرة القدم.نت (الإنجليزية)
- نايجل بيرترامز على موقع AS.com (الإسبانية)